# 朱文虎
朱文虎（1938年—），京劇演員，工生行，中國國家1級演員，善唱麒麟童派，以正高級職稱從上海京劇院離休。
1961年從上海戲曲學校畢業，文化大革命期間調入《海港 (戲劇)》（8個樣板戲其中1個）劇組，飾馬洪亮1角，拍成彩色京劇電影，錄製了京劇唱片（包括1個弦乐钢琴五重奏伴唱版）。
代表唱段是于會泳創作的大吊車真厲害和共产党毛主席恩比天高。
他較好地繼承了周信芳先生的藝術，北京大學教授吳小如說麒派1文談到：「麒派的傳人即使在發祥地上海也找不出幾個來了，南方只有一個朱文虎，北方只有一個蕭潤增。為周信芳先生舉辦一次紀念演出，還得跑到美國去」（周少麟當時在美國，收在《京劇老生流派綜說》1書）。